# جرح سطحي
الجرح السطحي أو السحج أو السحجة وهي إصابة تنتج في الجلد جراء تلف سطحي فيه حسب طب الجلد بعد حك كبير لمنطقة جلدية، ويكون عمقه في البشرة، يكون أقل حدة من التمزق بينما النزيف يكون أقل منه، تسمى أيضاً بالندب وذلك لكونها تسبب الندوب أو الجرح إنما تؤدي إلى تكوين أنسجة مندوبة في الجلد، وفي حال إزالة تلك الندوب يتسبب عند ذلك بنزيف كبير.